# Tipula montium
Tipula montium là một loài ruồi trong họ Ruồi hạc (Tipulidae). Chúng phân bố ở vùng sinh thái Palearctic.

## Hình ảnh

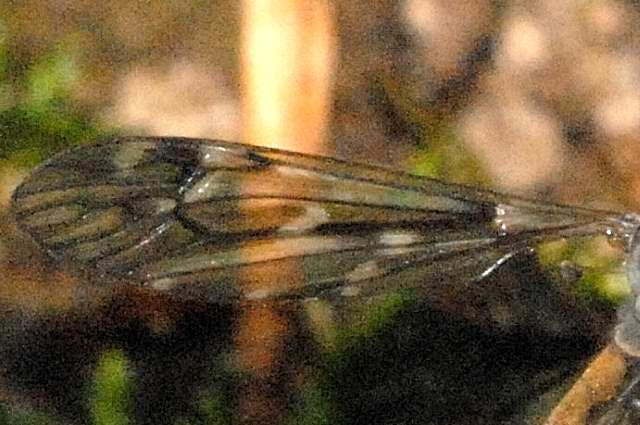